# Коханная Оксана Олександрівна
Оксана Олександрівна Коханная (нар. 23 березня 1972) — радянська та казахська футболістка, виступала на позиції півзахисниці.

## Життєпис
Першою футбольною командою була «Претендент», в якій відіграла 6 сезонів та яка згодом змінила назву на ЦСК ВПС. У першому чемпіонаті СРСР в 1990 році забила перший м'яч. У перших чемпіонатах Росії провела за ЦСК ВПС 31 матч. У 1994 році перейшла в оренду в «Аврору», але провівши 5 матчів повернулася на батьківщину в Казахстан, у команду «Динамо-ЦСКА» (Алмати).

## Досягнення

### Командні
- Чемпіонат Росії
  -  Чемпіон (1): 1993
  -  Срібний призер (1): 1992

- Чемпіонат Казахстану
  -  Чемпіон (1): 1995

- Об'єднаний клубний чемпіонат Центральної Азії[2]
  -  Чемпіон (1): 1996

### Особисті
Була капітаном збірної  Казахстану на жіночому Кубку Азії 1995 року.